# Byrding
Byrding (efter 1400 også bording) er en klasse fragtskibe med høje sidebord, oprindelig bygget til trafik nær kysten. Typen opstod i tidlig middelalder og var sandsynligvis almindelig i sidste halvdel af vikingetiden. En typisk byrding havde en besætning på 10-20 mand, senere op mod 30 mand. Skuden minder om knarren, men er tykkere og har højere sidebord. I lighed med knarren kunne den både ros og sejles for sejl. Børingene (trebøring og fembøring) bliver af mange set som en fortsættelse på byrdingen.